# Валерія Мунтян
Валерія Фор-Мунтян — французька політикиня, народилася 2 вересня 1984 року в Кілії (Буджак, Україна). Під час законодавчих виборів 2017 року вона була обрана депутаткою третього виборчогоу округу Луари від президентської партії Відродження.

## Біографія
Валерія народилася в 1984 році в Україні, вона старша з трьох дітей в українській сім'ї з молдавським корінням (Мунтян — латинська транслітерація Мунтянь). У 1998 році вона з сім'єю іммігрувала до Франції. Там вона вступила до коледжу Дідро, а потім до вищих шкіл Пастера та Перго в Безансоні. У 2002 році вона отримала ступінь бакалаврки STT з бухгалтерського обліку та менеджменту. У 2005 році, у віці 21 року, вона натуралізувалася і зберегла лише своє французьке громадянство. Згодом вона вступила на юридичний факультет Університету Франш-Конте, а потім у 2007 році отримала сертифікат вищого техніка у банківській справі та страхуванні в CFA Banque de Strasbourg.
Вона послідовно обіймала посади в Société Générale, EDF, Auxiliaire Vie BTP (дочірня компанія SMABTP) і, нарешті, Groupama, як менеджерка з роботи з клієнтами.
У 2016 році вона приєдналася до політичної партії Відродження, заснованої Еммануелем Макроном. Спочатку вона стала співведучою місцевого комітету руху в Сорб'є, а потім членом департаментського комітету.
На парламентських виборах 2017 року вона була кандидаткою третього виборчого округу Луари. Зіткнувшись з Франсуа Рошблуаном, заступником Союзу демократів і незалежних з 1988 року, вона пройшла до другого раунду, лідируючи з 33 % поданих голосів. У другому турі вона набрала майже 53 % голосів. Валерія не балотувалася на парламентських виборах 2022 року.

## Депутатський мандат

### Страхування
У парламенті Валерія займалася сектором страхування, ставши у 2017 році співпрезиденткою депутатської групи «Страхування». Під час ковідної кризи вона брала участь у переговорах між страховиками та урядом, брала участь у робочій групі, яка обдумує рішення щодо страхування, для управління операційними збитками бізнесу під час карантину. Щоб не погіршити кризу здоров'я через паніку на фондовому ринку, на початку кризи вона закликала вкладників цінних паперів бути обережними та раціональними.
Її законопроєкт про реформу брокерської діяльності був на порядку денному Асамблеї у січні 2021 року Вона розглядала положення закону Pacte, цензурованого Конституційною радою. Він спрямований на краще регулювання сектору страхових брокерів шляхом посилення повноважень пруденційного наглядового органу, страхового регулятора. У тексті законопроєкту розглядається питання свободи страховиків у наданні послуг і мається на увазі вирішення труднощів, що виникають через банкрутство страховиків, що залишає їхніх страхувальників без покриття. Узявши участь у слуханнях у аналітичному центрі Intermedius, близькому до Planète CSCA, Médiapart розкритикувала її як учасницю конфлікту інтересів. Відповідальний з питань етики Асамблеї після консультації вважає, що конфлікту інтересів немає, оскільки відповідна діяльність є добровільною.
Валерія також брала участь у внесення змін до законодавства, що стосується компенсації за стихійні лиха, і в 2019 році подала звіт до Міністерства фінансів. Вона закликала до реформи системи страхування за кордоном, де премії вищі, а ризики, зокрема урагани, більші.
У 2020 році вона була доповідачкою законопроєкту, що містить різні положення для адаптації до права ЄС в економічних і фінансових питаннях. Текст, спрямований на транспонування кількох директив, що стосуються банківського та страхового секторів.

### Цифрова сфера
У 2018 році Валерія підготувала звіт про суверенні географічні дані. Вона рекомендує оприлюднити дані Національного географічного інституту у відкритому та багаторазовому форматі, благаючи про вільний доступ. Вона також рекомендує створити національну платформу на чолі з IGN, що дозволить об'єднувати між громадськими акторами.
У 2018 році разом із членом парламенту Клодом де Гане та сенатором Ронаном Ле Глютом Валерія була співавторкою звіту Парламентського офісу з питань наукового вибору про блокчейн. Вони попереджали про високе енергоспоживання цих пристроїв.
У 2020 році вона опублікувала звіт, написаний у співавторстві з Даніелем Фаскелем про цифрові платформи. Вони пропонують встановити спеціальні правила для великих платформ і посилити правила конкуренції щодо Gafa. Напрямок, прийнятий Європейським Союзом через кілька місяців, збігався із Законом про цифрові послуги (DSA).
Валерія входить до складу навчальних гуртків «Кібербезпека та цифровий суверенітет», «Цифрова економіка даних, знань і штучного інтелекту», «Стартапи та МСП» та є секретаркою інформаційної місії з питань цифрового суверенітету. Валерія також була членом пілотного комітету з цифрової етики, який діє під егідою CCNE.

### Інші позиції
Будучи членом Комітету з економічних питань, вона стала віце-президенткою, а потім у 2020 році перейшла до Комітету з фінансів.
Президентка групи дружби Національної асамблеї «Франція-Україна», вона займається розвитком відносин з Україною, і була особливо активною з початку війни у 2022 році. Вона також є членом групи дружби Франція-Росія.